# Taiwan i olympiska vinterspelen 1992
Taiwan deltog i olympiska vinterspelen 1992 under namnet Kinesiska Taipei efter en namnkonflikt med Kina. Chang Min-Jung (20 år och 15 dagar) och den äldsta var Chen Chin-San (29 år och 123 dagar).

## Resultat

### Alpin skidåkning
- Super-G herrar
  - Tang Wei-Tsu - ?

- Storslalom herrar
  - Chen Tong-Jong - 81
  - Ong Ching-Ming - ?
- Slalom herrar
  - Chen Tong-Jong - ?

### Bob
- Två-manna
  - Chen Chin-San och Chang Min-Jung - 33
- Fyra-Manna
  - Chen Chin-San, Chen Chin-Sen, Hsu Kuo-Jung och Chang Min-Jung - 26

### Konståkning
- Singel herrar
  - David Liu - 17